# Tautirut
Il tautirut, o violino eschimese, è uno strumento musicale ad arco simile allo zither, originario della cultura canadese Inuit.